# El pañuelo de la dama errante
El pañuelo de la dama errante es una obra de teatro en dos actos, escrita por Enrique Jardiel Poncela, y estrenada en 1945. 

## Argumento
Benigno es un pobre diablo que apenas tiene para comer y que vive en condiciones muy humildes con su hija Lolita y el novio de ella Timoteo. La llegada de dos desconocidos, Higinio y Tano, en busca de Lolita por su fama de adivina y en representación de una extraña Condesa Amaranta, provoca en un giro en la vida de los personajes, al resultar, tras numerosos avatares, que Lolita es heredera de un patrimonio nobiliario.

## Personajes
- Lolita
- Amaranta
- La dama errante
- Herminia
- Benigno
- Timoteo
- Tano
- Higinio
- Cayetano
- Merecido
- Garcés
- González
- Eladio
- El anciano

## Estreno
En el Teatro de la Comedia de Madrid el 5 de octubre de 1945.
- Intérpretes: Rafael Arcos (Tano), Miguel Arteaga (Benigno), Milagros Leal (Lolita), Joaquín Roa (Timoteo), Antonio Soto (Higinio), Gabriel Salas (Cayetano), Antonio Bernal (Merecido), José Tejada (Garcés), Antonio Cuadrado (González), Ana de Leyva (Amaranta), Micaela Pinaqui (La dama errante), Luis Manzano (El anciano), Laura Laserna (Herminia).